# رائول آریانو (بازیکن فوتبال، زاده ۱۹۳۹)
رائول آریانو (اسپانیایی: Raúl Arellano‎؛ زادهٔ ۱۷ ژانویهٔ ۱۹۳۹) بازیکن فوتبال اهل مکزیک بود.
از باشگاه‌هایی که در آن بازی کرده‌است می‌توان به باشگاه فوتبال کروز آزول اشاره کرد.
وی همچنین در تیم ملی فوتبال مکزیک بازی کرده‌است.